# Star Wars Battlefront II (videojuego de 2017)
Star Wars Battlefront II es un videojuego de disparos en tercera y primera persona, el cual tiene lugar en el universo de Star Wars. Es la secuela del videojuego Star Wars: Battlefront del año 2015. Fue desarrollado por EA DICE, en colaboración con Criterion Games y Motive Studios y publicado por Electronic Arts.
Tras su lanzamiento, Battlefront II recibió críticas mixtas de los críticos. El juego recibió críticas generalizadas sobre el estado de loot boxes, lo que podría dar a los jugadores ventajas sustanciales en el juego si compran loot boxes con dinero real. Una respuesta del equipo de la comunidad de EA en Reddit sobre el tema se convirtió en el comentario más desfavorecido en la historia del sitio, y en respuesta EA finalmente eliminó temporalmente las micro-transacciones del juego.

## Modo de juego
Star Wars Battlefront II presenta un modo historia, un sistema de clases de personajes personalizables y contenido basado en las películas de la franquicia, como vehículos y mapas basados en los distintos planetas que han aparecido en las trilogías de Star Wars, la precuela y la secuela. También presenta héroes y villanos, los cuales son jugables; la lista de héroes incluye a Luke Skywalker, Leia Organa, Han Solo, Chewbacca, Lando Calrissian, Yoda, Rey, Darth Vader, El Emperador Palpatine, Boba Fett, Bossk, Iden Versio, Darth Maul y Kylo Ren. Posteriormente se añadieron los personajes Obi-Wan Kenobi y Anakin Skywalker para el bando de los héroes, además del General Grievous y el Conde Dooku para el bando de los villanos.
El juego presenta un modo historia a diferencia de su predecesor. La protagonista del juego, Iden Versio, líder de un grupo de Fuerzas Especiales imperiales conocido como Escuadrón Infierno, participa en múltiples eventos en los 20 años previos a The Force Awakens. Habrá segmentos en la campaña donde el jugador podrá controlar a otros personajes como Luke Skywalker y Kylo Ren. Los jugadores también pueden jugar en el modo arcade: un solo jugador fuera de línea o una cooperativa local donde los jugadores pueden elegir en qué lado jugar y en qué batallas jugar.
En lugar del contenido descargable de Pase de temporada pagado (DLC) visto en el predecesor de 2015, este juego se amplía con DLC gratuito proporcionado a todos los jugadores con una cuenta de EA gratuita. La actriz principal Janina Gavankar declaró que el DLC sería gratuito para todos los jugadores, utilizando una estructura estacional similar a Overwatch y Rainbow Six Siege. La primera temporadase se enfoca en la película Star Wars: Episodio VIII - Los últimos Jedi, e incluye a Finn y Captain Phasma como héroes, el planeta Crait como mapa, así como un mapa espacial en el planeta D'Qar.

### Multijugador
Star Wars Battlefront II presenta cinco modos de juego con mayor capacidad para admitir hasta 40 jugadores simultáneos. Galactic Assault se centra en piezas únicas repartidas en los once planetas y ubicaciones que presentan las tres eras de Star Wars que involucran a un equipo de 20 atacantes contra 20 defensores. En Starfighter Assault, las batallas se llevan a cabo en el espacio y las atmósferas planetarias involucrando a 12 atacantes contra 12 defensores, ambos equipos siendo reforzados con 20 naves de IA adicionales. Las huelgas son batallas en escenarios de cuartos cercanos que involucran a un equipo de ocho atacantes con el objetivo de capturar un objetivo único de un equipo de ocho defensores; esencialmente un equipo captura la bandera. Héroes vs. Villanos es un modo de combate a muerte en equipo que involucra a los héroes y villanos en Star Wars Battlefront II basado en personajes de Star Wars; cuatro héroes del lado luminoso luchan contra cuatro villanos del lado oscuro. Blast, el modo final, es el combate a muerte estándar del equipo entre dos equipos de 10 jugadores en el que los equipos intentan alcanzar 100 eliminaciones totales combinadas antes de que el equipo enemigo pueda hacerlo.

## Planetas y bandos

### Planetas
- Tatooine (Palacio de Jabba)
- Tatooine (Cantina de Mos Eisley)
- Yavin 4
- Kamino
- Naboo (Hangar real)
- Naboo (Sala del trono)
- Planeta-Base StarKiller (Base)
- Starkiller
- Takodana
- Endor
- Kashyyyk
- Jakku
- Estrella de la Muerte II
- Hoth
- Crait
- Bespin
- D'Qar
- Ryloth
- Fondor
- Kessel
- Geonosis
- Felucia
- Regiones desconocidas
- Ajan Kloss
- Scarif
- Vardos

### Héroes y Villanos

#### República Galáctica
- Yoda
- Obi-Wan Kenobi
- Anakin  Skywalker
- Chewbacca

#### Alianza Rebelde
- Chewbacca
- Han Solo
- Lando Calrissian
- Leia Organa
- Luke Skywalker

#### Resistencia
- Rey
- Finn
- BB-8
- Chewbacca

#### Confederación de Sistemas Independientes (Separatistas)
- Darth Maul
- General Grievous
- Conde Dooku
- Bossk

#### Imperio Galáctico
- Boba Fett
- Bossk
- Darth Vader
- Emperador Palpatine
- Iden Versio

#### Primera Orden
- Kylo Ren
- Capitán Phasma
- BB-9E

## Campaña
La campaña es para un solo jugador y se lleva a cabo en el universo de Star Wars, comenzando a partir de la época del Retorno del Jedi, pero en gran medida entre ella y Star Wars: El Despertar de la Fuerza. El emperador Palpatine planea atraer a una desprevenida flota de la Alianza Rebelde a una trampa usándose a sí mismo y la segunda Estrella de la Muerte, construida sobre la luna forestal de Endor, como cebo, buscando aplastar la Rebelión contra su Imperio Galáctico de una vez por todas. La unidad comando de las Fuerzas Especiales Imperiales Escuadrón Infierno, dirigida por la comandante Iden Versio, hija del almirante Garrick Versio, e integrada por los agentes Gideon Hask y Del Meeko, es crucial para el éxito de esta Batalla de Endor planificada, pero el Imperio subestimó a la Rebelión mientras su flota se reúne en Sullust.

## Desarrollo y Mercadotecnia
El 10 de mayo de 2016, el desarrollo de Star Wars Battlefront II fue anunciado, dirigido por EA DICE en colaboración con el  Criterion Games y Jade Raymond's Motive Studios. La secuela del 2015 se reinicia Star Wars Battlefront características del contenido de la secuela de la trilogía de películas. el director Creativo de Bernd Diemer ha declarado que la empresa ha reemplazado el Pase de temporada, el sistema de pago de expansión de contenido, debido a que el sistema se determinó que "fragmentaba"  la comunidad de jugadores del 2015, el predecesor del juego. La nueva expansión del sistema está diseñado para permitir a todos los jugadores "jugar más". el productor Ejecutivo Matthew Webster, anunció el 15 de abril de 2017, Star Wars Celebration que en todo el mundo donde el lanzamiento del juego sería el 17 de noviembre de 2017. Battlefront II período de prueba beta comenzó el 4 de octubre de 2017, para los jugadores que pre-ordenaron el juego. Se amplió a una beta abierta el 6 de octubre y se extendió hasta el 11 de octubre. Una de las 10 horas de la versión de prueba se hizo disponible a EA Access y Origin Access a los suscriptores el 9 de noviembre de 2017.
Un empate en la novela, Star Wars Battlefront II: el Infierno Squad, fue lanzada el 25 de julio de 2017. Escrito por Christie Golden, sirve como preludio para el juego y sigue las hazañas del Imperio Galáctico del titular escuadrón ya que busca eliminar lo que quedaba de la célula rebelde extremista de Saw Gerrera después de los acontecimientos de la película Rogue One.
El 10 de noviembre de 2017, Electronic Arts anunció el primero de una serie de contenido descargable gratuito para el juego, con los planetas D'Qar y Crait y el personajes héroe Finn y Capitán Phasma. Este contenido es una relación directa a Diciembre Star Wars: El Último de los Jedi.

## Controversias
Durante el prelanzamiento de la beta, el juego, publicado por EA fue criticado por los jugadores y la prensa de juegos por la introducción de los sistemas de monetizacion conocidos como "loot box", que da a los jugadores sustanciales ventajas a través de los elementos adquiridos en el juego con dinero real. a pesar de que tales elementos pudieran también ser comprado con dinero del juego, los jugadores en promedio tienen a  "grindear" aproximadamente 40 horas para desbloquear un único personaje, tales como Darth Vader. de Responder a la controversia, los desarrolladores han tenido que adaptar el número de objetos del juego, que el jugador recibe a través de jugar el juego. Sin embargo, después de que el juego entró en prelanzamiento un número de jugadores y periodistas que recibieron la copia del prelanzamiento del juego reportado en diversos características controvertido de juego, tales como las recompensas de ser ajenos a la actuación del jugador en el juego.
El 12 de noviembre de 2017, un usuario de Reddit se quejó de que a pesar de que pagó $80 dólares en comprar la Edición de Lujo del juego, Darth Vader seguía siendo inaccesible para jugar, y el uso de este personaje requiere una gran cantidad de créditos de juego. Se necesitarían 40 horas de juego para acumular suficientes créditos para desbloquear un solo héroe. En respuesta a la comunidad del juego, EA's Community Team defendió los polémicos cambios diciendo su intención de hacer que los usuarios pueden ganar créditos para desbloquear héroes fue dar a los usuarios un sentido de "orgullo y satisfacción" después de desbloquear un héroe. Esto hizo que muchos usuarios de Reddit se sintieran frustrados por la respuesta, lo que generó más de 670,000 votos negativos, convirtiéndose en el comentario con más votos negativos en la historia de la plataforma. También la mayoría de ejecutivos y CEO de Disney criticaron a EA ya que estuvo manchando la imagen de su franquicia y además justo estuvieron haciendo este mercado mientras se lanzaba el Episodio VIII haciendo que su imagen vaya en mal a peor. En respuesta a la comunidad de la indignación, EA redujo el costo de los créditos para desbloquear héroes en un 75%. Los créditos de recompensa por completar la campaña también se redujeron. EA retiró temporalmente las micro transacciones por la gran avalancha de quejas de los usuarios.
Después de 2 años aprovechando el lanzamiento del videojuego Jedi Fallen Order, la serie de Disney+: The Mandalorian y pocos días del estreno del Episodio IX . EA escucho tanto Disney como los usuarios y decidió quitar las loot boxes del juego ósea quitando el pay to win, desbloqueando todos los héroes y villanos sin que tener que pagar, equilibraron el juegos tanto los niveles bajos como los altos, las microtransacciones solamente puedes comprar artículos cosméticos y añadieron nuevas armas, trajes, héroes y escenario aunque más relacionado al último episodio, siendo una de sus últimas actualizaciones.